# Toren C
Toren C est une série télévisée humoristique néerlandaise créée par Maike Meijer et Margôt Ros et diffusée depuis le 5 septembre 2008 sur Nederland 3. Produite par VPRO, la série a eu un grand succès aux Pays-Bas, et a donc été diffusée dans d'autres pays d'Europe.

## Synopsis
Les deux actrices principales et créatrices de la série incarnent plusieurs personnages travaillant dans la Tour C d'un complexe administratif, pour différentes entreprises.  Elles réalisent les sketchs en caricaturant les personnages par leur fonction : Karin sera par exemple très autoritaire, alors que Chantal lui obéira au doigt à l'œil. Cependant, d'autres personnages sont totalement incompatibles avec leur fonction : Ankie n'a jamais cuisiné de sa vie, et Els est très désordonnée alors qu'elle doit gérer toutes les affaires de son entreprise. C'est cela qui rend comique ces personnages. De plus, les mises en scène et situations filmées ont contribué à rendre certaines répliques de personnages de la série culte aux Pays-Bas.

## Personnages
| Rôle                    | Fonction                    |
| ----------------------- | --------------------------- |
| Karin de Groot          | Directrice du département   |
| Chantal van de Kerkhoff | Sous-directrice             |
| Els                     | Administration des affaires |
| Debbie                  | Ressources                  |
| Eva                     | Administration              |
| Ellemieke               | Assistant comptable         |
| Cora                    | Assistant comptable         |
| Pubermeisjes            | Call center                 |
| De Portiers             | Accueil                     |
| Ankie                   | Cantine                     |
| Juffrouw Tinie          | Cantine                     |
| Annabet                 | Département de psychologie  |
| Karlijn                 | Inconnue                    |
| Sarah                   | Inconnue                    |
| Lisa                    | Inconnue                    |